# Mavzuna Chorieva
Mavzuna Chorieva (n. 1 octombrie 1992, Kulob, Hatlon, Tadjikistan) este o boxeră ce a reprezentat Tadjikistan, medaliată olimpică. A participat la o ediție a Jocurilor Olimpice (2012) în care a câștigat o medalie de bronz.